# Zwemmen op de Olympische Zomerspelen 2012 – 4×200 meter vrije slag mannen
De 4×200 meter vrije slag mannen op de Olympische Zomerspelen 2012 vond plaats op 31 juli, series en finale. Omdat het zwembad waarin de wedstrijd gehouden werd 50 meter lang is, bestond de race uit zestien baantjes. Na afloop van de series kwalificeren de acht snelste ploegen zich voor de finale. Regerend olympisch kampioen was de Verenigde Staten.

## Records
Voorafgaand aan het toernooi waren dit het wereldrecord en het olympisch record.
| Wereldrecord     | Verenigde Staten Michael Phelps Ricky Berens David Walters Ryan Lochte    | 6.58,55 | Rome   | 31 juli 2009     |
| Olympisch record | Verenigde Staten Michael Phelps Ryan Lochte Ricky Berens Peter Vanderkaay | 6.58,56 | Peking | 13 augustus 2008 |

## Uitslagen

### Series
| Rang | Namen                                                                     | Land             | Tijd    | Serie | Baan | Bijz. |
| ---- | ------------------------------------------------------------------------- | ---------------- | ------- | ----- | ---- | ----- |
| 1    | Charlie Houchin Matt McLean Davis Tarwater Conor Dwyer                    | Verenigde Staten | 7.06,75 | 2     | 4    | Q     |
| 2    | Jérémy Stravius Grégory Mallet Amaury Leveaux Clément Lefert              | Frankrijk        | 7.09,18 | 1     | 4    | Q     |
| 3    | Tim Wallburger Dimitri Colupaev Clemens Rapp Paul Biedermann              | Duitsland        | 7.09,23 | 1     | 5    | Q     |
| 4    | David McKeon Cameron McEvoy Ned McKendry Ryan Napoleon                    | Australië        | 7.10,50 | 2     | 3    | Q     |
| 5    | David Carry Ross Davenport Robert Bale Robert Renwick                     | Groot-Brittannië | 7.10,70 | 2     | 6    | Q     |
| 6    | Lu Zhiwu Li Yunqi Jiang Haiqi Dai Jun                                     | China            | 7.11,35 | 2     | 5    | Q     |
| 7    | Darian Townsend Jean Basson Sebastien Rousseau Chad le Clos               | Zuid-Afrika      | 7.11,51 | 1     | 8    | Q     |
| 8    | Dominik Kozma Péter Bernek László Cseh Gergő Kis                          | Hongarije        | 7.11,64 | 1     | 2    | Q     |
| 9    | Yuki Kobori Sho Sotodate Chiaki Ishibashi Yuya Horihata                   | Japan            | 7.11,74 | 1     | 3    |       |
| 10   | Artem Loboezov Jevgeni Lagoenov Michail Politsjoek Aleksandr Soechoroekov | Rusland          | 7.11,86 | 2     | 1    |       |
| 11   | Gianluca Maglia Alex di Giorgio Riccardo Maestri Marco Belotti            | Italië           | 7.12,69 | 1     | 6    |       |
| 12   | Dieter Dekoninck Glenn Surgeloose Louis Croenen Pieter Timmers            | België           | 7.14,44 | 2     | 8    |       |
| 13   | Daniel Skaaning Pál Joensen Anders Lie Mads Glæsner                       | Denemarken       | 7.15,04 | 1     | 1    |       |
| 14   | Blake Worsley Colin Russell Tobias Oriwol Alec Page                       | Canada           | 7.15,22 | 2     | 7    |       |
| 15   | Matthew Stanley Steven Kent Dylan Dunlop-Barrett Andy McMillan            | Nieuw-Zeeland    | 7.17,18 | 1     | 7    |       |
| 16   | David Brandl Christian Scherübl Markus Rogan Florian Janistyn             | Oostenrijk       | 7.17,94 | 2     | 2    |       |

### Finale
| Rang   | Namen                                                        | Land             | Tijd    | Baan | Bijz. |
| ------ | ------------------------------------------------------------ | ---------------- | ------- | ---- | ----- |
| Goud   | Ryan Lochte Conor Dwyer Ricky Berens Michael Phelps          | Verenigde Staten | 6.59,70 | 4    |       |
| Zilver | Amaury Leveaux Grégory Mallet Clément Lefert Yannick Agnel   | Frankrijk        | 7.02,77 | 5    |       |
| Brons  | Hao Yun Li Yunqi Jiang Haiqi Sun Yang                        | China            | 7.06,30 | 7    |       |
| 4      | Paul Biedermann Dimitri Colupaev Tim Wallburger Clemens Rapp | Duitsland        | 7.06,59 | 3    |       |
| 5      | Thomas Fraser-Holmes Kenrick Monk Ned McKendry Ryan Napoleon | Australië        | 7.07,00 | 6    |       |
| 6      | Robbie Renwick Ieuan Lloyd Robert Bale Ross Davenport        | Groot-Brittannië | 7.09,33 | 2    |       |
| 7      | Darian Townsend Sebastien Rousseau Chad le Clos Jean Basson  | Zuid-Afrika      | 7.09,65 | 1    |       |
| 8      | Dominik Kozma László Cseh Peter Bernek Gergő Kis             | Hongarije        | 7.13,66 | 8    |       |